# Teodorów (Brzeziny)

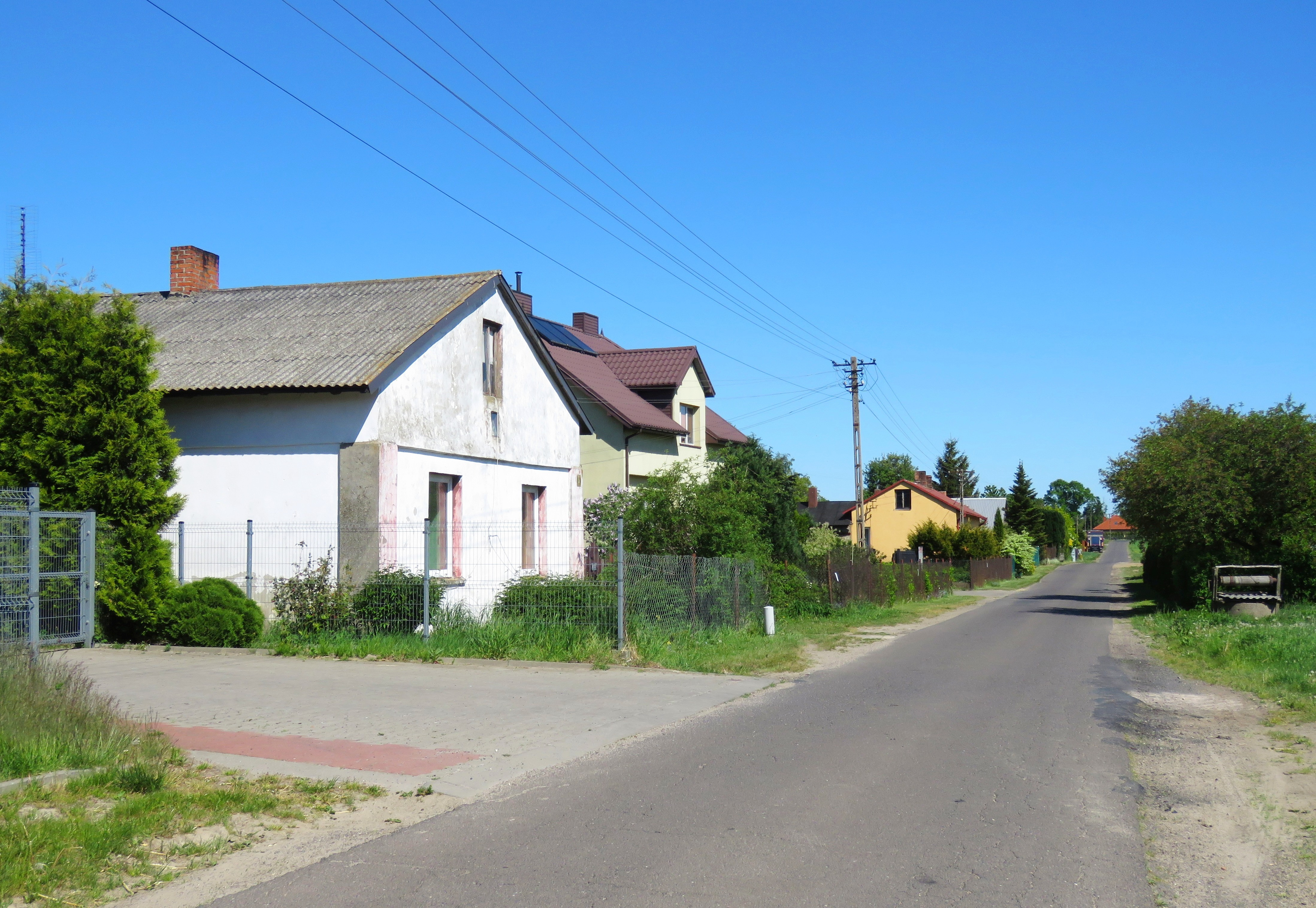
Dorfstraße

Teodorów ist ein Dorf in Polen in der Woiwodschaft Łódź. Der Ort gehört zur Gmina Brzeziny.

## Geschichte
Im Jahr 1801 – die Gegend war acht Jahre zuvor mit der zweiten polnischen Teilung als Teil Südpreußens zu Preußen gelangt – finden sich im katholischen Kirchenbuch von Stare Skoszewy die ersten Einträge, die das neugegründete Dorf Teodorów betreffen. Die Siedler waren überwiegend evangelisch und deutscher Herkunft, es gab aber auch eine Familie orthodoxen Glaubens unter ihnen.
Im Jahr 1807 wurde die Region ein Teil des neu gegründeten Herzogtums Warschau, und ab 1815 gehörte sie zu Kongresspolen.
Im Jahr 1825 gab es in Teodorów 7 Siedlerstellen mit 65 Einwohnern (incl. Gesinde), zehn Jahre später waren es nur noch 6 Stellen, auf denen 6 Kolonisten mit 30 Angehörigen lebten (da zu dieser Zeit das Gesinde etwa 30 % der dörflichen Bevölkerung ausmachte, dürfte die tatsächliche Einwohnerzahl bei etwa 47 Personen gelegen haben). Zu dieser Zeit gehörte der Ort, gemeinsam mit Plichtów und Laski oder Byszewy, in denen ebenfalls deutsche Siedler lebten, zur Grundherrschaft Moskwa.
Mit der Gründung des evangelischen Kirchspiels Brzeziny 1826 wurde Teodorów dort eingepfarrt.
Ab 1859 bis 1954 gehörte Teodorów zur Gmina (Gemeinde) Lipiny.
Ende des 19. Jahrhunderts gab es im Ort immer noch nur sechs Häuser mit 57 Einwohnern.
Zur Zeit der deutschen Besetzung im Zweiten Weltkrieg gehörte Teodorów zum Reichsgau Wartheland.

## Verweise